# منتخب سلطنة عمان لكأس فيد
منتخب سلطنة عمان لكأس فيد هو ممثل سلطنة عمان الرسمي في كرة المضرب في كأس فيد
.